# زمین‌لرزه ۱۳۹۰ کیلان
زمین‌لرزه کیلان زمین‌لرزه‌ای به بزرگی ۴٫۷ ریشتر است که در ساعت ۱۲:۳۰ دقیقه ۲۱ بهمن ۱۳۹۰ کیلان از توابع شهرستان دماوند را لرزاند. عامل این زلزله احتمالا یکی از گسل‌های جنوب شرق تهران به نام گسل ایوانکی است.